# Willi Wolf (Politiker, 1924)
Willi Wolf (* 24. Februar 1924 in Essen-Borbeck; † 30. September 2007 in Lingen) war ein deutscher Gewerkschafter und Politiker (SPD).

## Leben und Beruf
Nach dem Besuch der Volksschule absolvierte Wolf eine Dreherlehre. Von 1943 bis 1945 nahm er als Soldat der Kriegsmarine am Zweiten Weltkrieg teil. Bei Kriegsende geriet er in Gefangenschaft. Er arbeitete von 1946 bis 1952 als Bergmann und Hauer, schloss sich der IG Bergbau und Energie (IGBE) an und besuchte 1950, nach einer Fortbildung mit Abendkursen, die Sozialakademie Dortmund. Von 1952 bis 1956 war er Jugendsekretär in Hannover und danach Geschäftsstellenleiter der IGBE in Lingen.

## Partei
Wolf beantragte am 6. Juli 1942 die Aufnahme in die NSDAP und wurde zum 1. September desselben Jahres aufgenommen (Mitgliedsnummer 9.117.851). Er schloss sich 1955 der SPD an. Er war von 1957 bis 1967 Vorsitzender des SPD-Ortsverbandes, bis 1969 Vorsitzender des SPD-Kreisverbandes und wurde 1969 zum Vorsitzenden des SPD-Unterbezirkes Lingen gewählt.

## Abgeordneter
Wolf war von 1961 bis 1974 sowie von 1976 bis 1986 Ratsmitglied der Stadt Lingen und dort Vorsitzender der SPD-Fraktion. 1976/77 war er Kreistagsmitglied des Kreises Lingen. Nach der Kommunalen Neugliederung war er bis 1996 Kreistagsmitglied des Kreises Emsland. Dem Deutschen Bundestag gehörte er vom 19. Dezember 1963, als er für den verstorbenen Abgeordneten Erich Ollenhauer nachrückte, bis 1976 an. Er war stets über die Landesliste Niedersachsen ins Parlament eingezogen.

## Ehrungen
- 1977: Verdienstkreuz 1. Klasse der Bundesrepublik Deutschland
- Emslandmedaille